# José Barbosa Filho
José Barbosa de Medeiros Gomes Filho (Juiz de Fora, 6 de abril de 1933) é um médico brasileiro.
Graduado em medicina pela Universidade Federal do Rio de Janeiro (UFRJ) em 1959, onde obteve um doutorado em clínica médica em 1962 e doutorado em ciências médicas pela Universidade do Estado do Rio de Janeiro (UERJ) em 1970.
Foi eleito membro da Academia Nacional de Medicina em 1980, ocupando a Cadeira 54, que tem Manuel Feliciano Pereira de Carvalho como patrono.